# EX-212
La EX-212 es una carretera de titularidad de la Junta de Extremadura. Su categoría es intercomarcal. La denominación es EX-212, de Almendralejo a Palomas.

## Historia de la carretera
Es la antigua BA-V-6003, antigua carretera de la Diputación Provincial de Badajoz que fue asumida de hecho por la Junta de Extremadura al elaborarse y aprobarse el Plan Regional de Carreteras de Extremadura, cuya nomenclatura cambió a EX-212 al redefinirse la Red de Carreteras de Extremadura en 1997.

## Inicio
Tiene su origen en carretera N-630, en la localidad de Almendralejo.

## Final
El final está en la glorieta intersección de las carreteras EX-210, EX-334 y EX-335, cerca de la localidad de Palomas.

## Trazado, localidades y carreteras enlazadas
La longitud real de la carretera es de 25.270 m, de los que la totalidad discurren en la provincia de Badajoz.
Su desarrollo es el siguiente:
| P. K.  | HITO                                                           |
| ------ | -------------------------------------------------------------- |
| 0+000  | Inicio. N-630 (Almendralejo)                                   |
|        | Puente sobre arroyo Valmedel                                   |
|        | Puente sobre arroyo                                            |
|        | Puente sobre embalse de Alange                                 |
| 25+270 | Fin. Glorieta intersección EX-210 , EX-334 y EX-335 (Palomas). |

## Otros datos de interés
(IMD, estructuras singulares, tramos desdoblados, etc.).
La carretera tiene una plataforma de 8 metros, con dos carriles de 3,50 metros y dos arcenes de 0,5 metros.
Los datos sobre Intensidades Medias Diarias en el año 2006 son los siguientes:
| P. K. | IMD | Ligeros | Pesados | % Pesados |
| ----- | --- | ------- | ------- | --------- |
| 9+000 | 573 | 550     | 23      | 4,31      |

La carretera es una nueva infraestructura ejecutada por la Confederación Hidrográfica del Guadiana como restitución de carreteras de la Diputación Provincial de Badajoz cortadas por el embalse de Alange.

## Evolución futura de la carretera
La carretera se encuentra acondicionada dentro de las actuaciones previstas en el Plan Regional de Carreteras de Extremadura.